# Dyssodia montana
Dyssodia montana là một loài thực vật có hoa trong họ Cúc. Loài này được (Benth.) A.Gray mô tả khoa học đầu tiên năm 1883.